# Averdunkshof (Neukirchen-Vluyn)

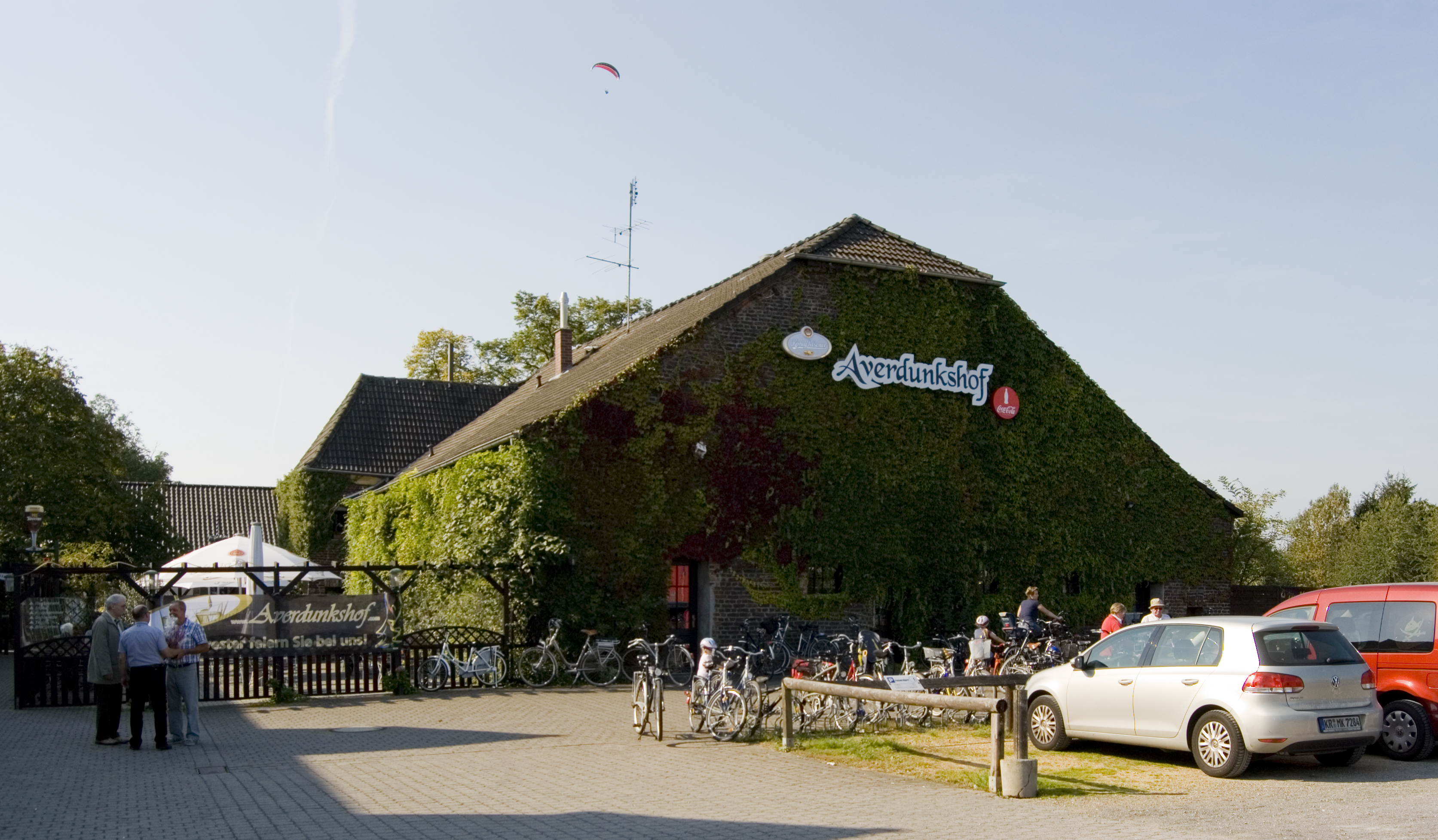
Der Averdunkshof in Neukirchen-Vluyn (September 2011)

Der Averdunkshof ist eine alte, denkmalgeschützte Bauernhofanlage im äußersten Nordwesten des Stadtteils Neukirchen in Neukirchen-Vluyn, Kreis Wesel, Nordrhein-Westfalen. Sie wurde 1290 erstmals erwähnt. Mit dem Bezug der Familie um Heinrich Averdunk 1848 wurde sie der Stammhof der Familie.

In der Karte des Kataster-Geometers M. Buyx, Neukirchen-Vluyn vor 1800, wird der Hof ebenfalls unter der Bezeichnung Overdunk mit der Jahreszahl 1275 erwähnt. Overdunk als ursprünglicher Hofname deutet auf die Lage des Hofes hin: „über der Donk“.
Weiteren Aufschluss über die Hofnamensherkunft gibt die Einleitung des Buchs
Averdunkshof Neukirchen, Kr. Moers aus dem Jahre 1932:
"a)	Seine Entwicklung:
Unweit des freundlichen Dorfs Neukirchen liegt in seiner Nordmark am alten Bachlauf des Hugengrabens einer der ältesten Höfe, wenn nicht der älteste Hof der früheren Gemeinde Neukirchen überhaupt, der „Averdunkshof“, dessen weitumfassende Gebäulichkeiten gar trutzig ins niederrheinische Bauernland hinausschauen und uns mahnen hier einmal Rückschau zu halten in den vergilbten Blättern einer interessanten geschichtlichen Vergangenheit.
Diese Jahrhunderte umfassende Geschichte des alten Averdunkshofes zeigt uns in ihrer Ganzheit ein getreues Bild der bäuerlichen Entwicklung in der engeren Heimat, und sie ist darum eng mit dem Geschehen des nahen Kirchdorfs verbunden. In ihrer engen Verbundenheit mit dem angestammten Boden zeigt uns gerade die Geschichte des Hofes den Hochstand bäuerlicher Schaffenskraft, die auch in der weiteren Umgebung dem Bild des treuwirkenden mit der Scholle engverwachsenen Grafschafters die persönliche Eigenart gab. Inmitten der bäuerlichen Wirtschaftsgebäude liegt das alte Wohnhaus mit anschließenden Stallgebäuden dessen Bauweise auf die älteste Bauart am Niederrhein hindeutet. In ihm finden wir das alte Sachsenhaus wieder, das vor einem Jahrtausend hier heimisch wurde. Alte Eisenanker mit Jahreszahlen deuten seine Weiterentwicklung an.
(....)
Hier in Neukirchen, vor tausend Jahren allgemein „unter oder in den Flünen“ genannt, liegt ein altes Siedlungsgebiet vor uns, welches bereits um das Jahr 800 fränkische Bauernsiedlung in Einzelhoflage aufwies, die hier später die Dorfbildung ermöglichte. Eine Lagebestimmung der ersten Ansiedlung ist nach den ältesten vorhanden Urkunden möglich. Von dieser Siedlung aus finden wir etwa um das Jahr 1000 an der Stelle des heutigen Averdunkshofes den ersten Hof in dortiger Gegend. Die „Donk“ mit ihrer wasserreichen Umgebung, dem leichten Boden in der höheren Lage und nach Westen und Osten anschließenden Waldreichtum war ein idealer Siedlungsplatz. Der erste Siedler ging nun nicht mitten auf die „Donk“, sondern an den oberen (südlichen) Rand, wo er seine Siedlung noch durch einen Wassergraben zu schützen wusste. Das war der Siedler in der „oberen Donk“ der dann in der späteren Zeit den Flurnamen als Hofnamen, und damit als Familiennamen erhielt. Dieser Name ist uns in der verschiedensten Schreibweise, z. B. als „Averdunk“, „in gen Averdonk“, „Oferdonk“, „Auverdunk“, usw. überliefert worden."

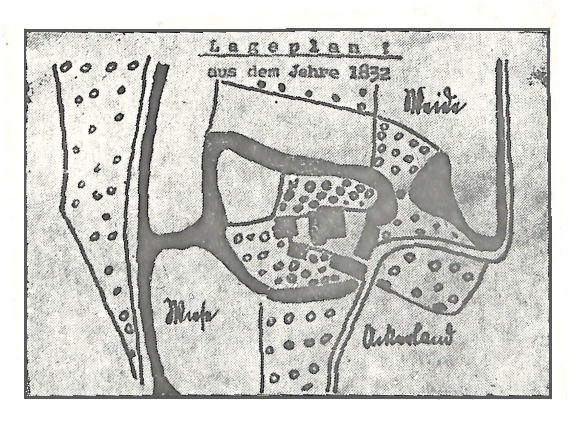
Lageplan des Averdunkshofs von 1832 in Neukirchen-Vluyn. Der Plan ist nach Norden ausgerichtet. Westlich des Hofs verläuft der Hugengraben, die Doppellinie östlich des Hofs deutet den heute noch existierenden Averdunksweg an.

Genealogisch lässt sich mit Tilmann von Averdunc der früheste bekannte Besitzer des Hofes ermitteln.
Vermutlich 1290 geboren – verstorben 1350
Heute wird der Averdunkshof als Restaurant genutzt. Er ist außerdem unter der Nummer 65 als Baudenkmal in der Denkmalliste der Stadt Neukirchen-Vluyn eingetragen.

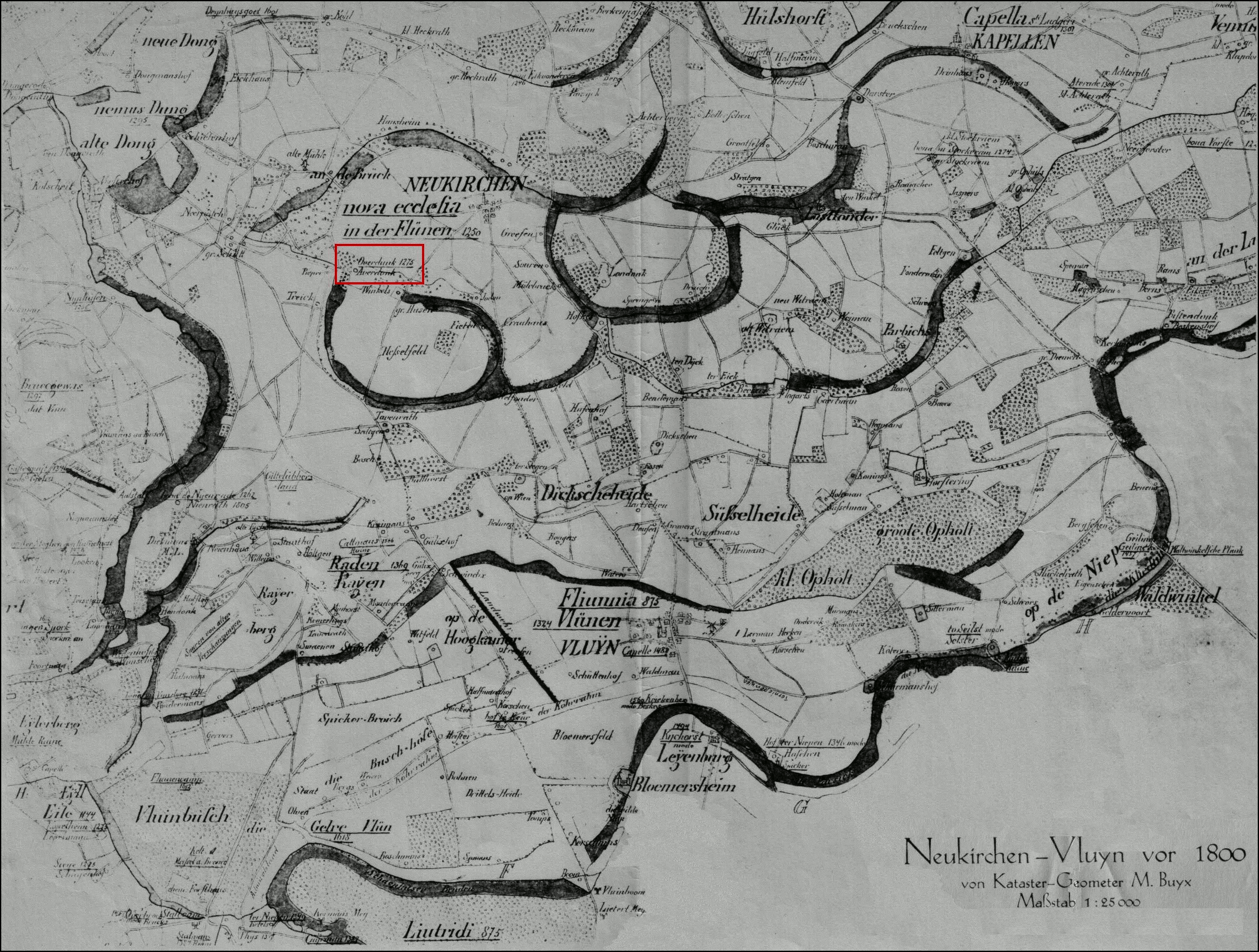
Lage des Averdunkshofs auf der Karte des Geometers M. Buyx, Neukirchen-Vluyn vor 1800. Die Karte ist, wie vor dem 19. Jahrhundert üblich, nach Osten (Orient) ausgerichtet.